# Brookins Campbell
Brookins Campbell (* 1808 im Washington County, Tennessee; † 25. Dezember 1853 in Washington, D.C.) war ein US-amerikanischer Politiker. Im Jahr 1853 vertrat er den Bundesstaat Tennessee im US-Repräsentantenhaus.

## Werdegang
Das genaue Geburtsdatum und der Geburtsort von Brookins Campbell sind unbekannt. Er besuchte die öffentlichen Schulen seiner Heimat und danach das Washington College in Lexington (Virginia), aus dem später die Washington and Lee University hervorging. Nach einem anschließenden Jurastudium und seiner Zulassung als Rechtsanwalt begann er in seinem neuen Beruf zu arbeiten.
Campbell war Mitglied der Demokraten. Innerhalb dieser Partei war er ein Gegner des späteren Präsidenten Andrew Johnson, der auch Kongressabgeordneter und Gouverneur von Tennessee werden sollte. Zwischen 1835 und 1853 war Campbell drei Mal Abgeordneter im Repräsentantenhaus von Tennessee. Im Jahr 1845 fungierte er als dessen Speaker. Campbell sah die Zukunft des Staates Tennessee in der Industrialisierung und im Ausbau des Eisenbahnsystems. Während des Mexikanisch-Amerikanischen Krieges war er als Major Quartiermeister der US Army.
Bei den Kongresswahlen des Jahres 1852 wurde er im ersten Wahlbezirk von Tennessee in das US-Repräsentantenhaus in Washington gewählt, wo er am 4. März 1853 die Nachfolge von Andrew Johnson antrat, der inzwischen zum Gouverneur gewählt worden war. Brookins Campbell konnte sein Mandat im Kongress aber nur bis zum 25. Dezember 1853 ausüben, als er an einer Lungenentzündung starb. Er war Sklavenhalter.